# Вишовский сельсовет
Вишо́вский сельсовет (бел. Вішаўскі сельсавет) — административная единица на территории Белыничского района Могилёвской области Республики Беларусь. Административный центр — агрогородок Вишов.

## История
4 марта 2011 года деревня Малиновка (код СОАТО 7204805056) переименована в Малиновка 2 (наименование на белорусском языке «Малінаўка 2»).

## Состав
Включает 31 населённый пункт:
- Аниськовщина — деревня
- Большой Нежков — деревня
- Браковщина — деревня
- Вишов — агрогородок
- Восток — деревня
- Гнездин — деревня
- Голубовка — деревня
- Ермоловичи — деревня
- Изобище — деревня
- Каменица — деревня
- Карповка — посёлок
- Клины — деревня
- Крюки — деревня
- Личинка — деревня
- Лямница — деревня
- Малиновка — деревня
- Малиновка 2 — деревня
- Митьковщина — деревня
- Мостище — деревня
- Николаевка — деревня
- Николаевка — посёлок
- Новосёлки — деревня
- Павлинка — деревня
- Пряльня — деревня
- Рафолово — деревня
- Север — деревня
- Сипайлы — деревня
- Согласие — деревня
- Степановка — посёлок
- Супшинка — посёлок
- Туалин — деревня

Упразднённые населённые пункты:
- Старое Ляда — посёлок.

## Экономика
Предприятия — ОАО "ПМК-83 «Водстрой», Белыничский СПК «Колхоз „Родина“».

## Торговля и бытовые услуги
Торговля — 18 магазинов, из которых 2 — частных.
Бытовые услуги — 2 комплексных приемных пункта по приему заказов на бытовые услуги.

## Образование, медицина, культура
Образование — 1 СШ, 1 УПК ДСНШ, 1 детский сад.
Медицина — 1 сельская врачебная амбулатория, 3 ФАПа.
Культура — 1 СЦКД, 1 СДК, 3 СК, 3 библиотеки.

## Исторические места
На территории сельсовета находятся 14 воинских захоронений.